# Большая Мегипугольская
Больша́я Мегипугольская — река в России, в Александровском районе Томской области. Устье реки находится в 2 км по правому берегу Мегипугольской протоки, впадающей в Обь в 1891 км от устья. Длина реки составляет 64 км, площадь водосборного бассейна 338 км². Высота устья — 36,8 м над уровнем моря.
В 3 километрах выше по течению Оби находится река Малая Мегипугольская, между двумя реками — болото Кандаковское.
Напротив устья на Оби находится остров Мегипугольский.

## Данные водного реестра
По данным государственного водного реестра России относится к Верхнеобскому бассейновому округу, водохозяйственный участок реки — Обь от впадения реки Васюган до впадения реки Вах, речной подбассейн реки — Васюган. Речной бассейн реки — (Верхняя) Обь до впадения Иртыша.